# Without Grief
Without Grief war eine schwedische Melodic-Death-Metal-Band aus Falun. 

## Bandgeschichte
Without Grief wurde im November 1995 gegründet. Anfang 1996 wurde die erste Demo Forever Closed im bandeigenen Rago studio in Falun aufgenommen. Sie wurde vom Publikum sehr gut angenommen und verkaufte sich ungefähr 400 Mal. Eine im Jahr 1996 aufgenommene Promo wurde nur an Plattenlabels und Magazine versandt. Diese beiden Demos weckten das Interesse mehrerer Labels, doch die Band entschied sich, mit Serious Entertainment einen Vertrag zu unterschreiben. Jakob Hansen, der Chef des Plattenlabels, produzierte ihr Debütalbum Deflower, das 1997 im Aabenraa Studio in Dänemark aufgenommen wurde.
Das letzte Stück der Deflower, Vocalise ist ein Stück von Rachmaninoff, gespielt von zwei 15-Jährigen, einem Pianisten und einem Cellisten.
Bis zu den Aufnahmen zum zweiten und letzten Album Absorbing the Ashes wurden Nicklas Lindh und Ola Berg von Daniel Thide und Bjorn Tauman ersetzt.
Tobias Ols, Nicklas Lindh und Ola Berg spielten nach der Auflösung bei der Death-Metal/Thrash-Metal-Band 21 Lucifers. Patrik Johannsson spielt heute mit Yngwie Malmsteen.

## Rezeption und Texte
Das Debütalbum Deflower galt als herausragende Mischung aus Melodie und Härte; Viele Fans kritisierten Absorbing the Ashes, weil diese Mischung zugunsten der Härte verlorenging.
Alle Texte wurden von Jonas Granvik geschrieben. Sie beschäftigen sich mit „Dunkelheit, Tod und Trauer“ sowie der katholischen Kirche in Schweden.

## Diskografie
- 1995: Forever Closed (Demo)
- 1996: Promo (Demo)
- 1997: Deflower (Serious Entertainment)
- 1999: Absorbing the Ashes (Serious Entertainment)